# 3 000 mètres steeple masculin aux championnats du monde d'athlétisme 2015
Pour un article plus général, voir Championnats du monde d'athlétisme 2015.
Navigation
Moscou 2013 Londres 2017
L'épreuve du 3 000 mètres steeple masculin des championnats du monde de 2015 s'est déroulée les 22 et 24 août 2015 dans le Stade national de Pékin, en Chine. Elle est remportée par le Kényan Ezekiel Kemboi.

## Records et performances

### Records
Les records du 3 000 m steeple hommes (mondial, des championnats et par continent) étaient avant les championnats 2015 les suivants.
| Records                   | Athlète                     | Pays             | Temps         | Lieu              | Date             |
| ------------------------- | --------------------------- | ---------------- | ------------- | ----------------- | ---------------- |
| Record du monde           | Saif Saaeed Shaheen         | Qatar            | 7 min 53 s 63 | Bruxelles         | 3 septembre 2004 |
| Record des championnats   | Ezekiel Kemboi              | Kenya            | 8 min 00 s 43 | Berlin            | 18 août 2009     |
| Record d'Afrique          | Brimin Kipruto              | Kenya            | 7 min 53 s 64 | Monaco            | 22 juillet 2011  |
| Record d'Asie             | Saif Saaeed Shaheen         | Qatar            | 7 min 53 s 63 | Bruxelles         | 3 septembre 2004 |
| Record d'Amérique du Nord | Evan Jager                  | États-Unis       | 8 min 00 s 45 | Saint-Denis       | 4 juillet 2015   |
| Record d'Amérique du Sud  | Wander do Prado Moura       | Brésil           | 8 min 14 s 41 | Mar del Plata     | 22 mars 1995     |
| Record d'Europe           | Mahiedine Mekhissi-Benabbad | France           | 8 min 00 s 09 | Paris Saint-Denis | 6 juillet 2013   |
| Record d'Océanie          | Peter Renner                | Nouvelle-Zélande | 8 min 14 s 05 | Coblence          | 29 août 1984     |

### Meilleures performances de l'année 2015
Les dix coureurs les plus rapides de l'année sont, avant les championnats (au 27 juillet 2015), les suivants.
| Rang | Athlète             | Pays       | Temps         | Lieu              | Date            |
| ---- | ------------------- | ---------- | ------------- | ----------------- | --------------- |
| 1    | Jairus Birech       | Kenya      | 7 min 58 s 83 | Paris Saint-Denis | 4 juillet 2015  |
| 2    | Evan Jager          | États-Unis | 8 min 00 s 45 | Paris Saint-Denis | 4 juillet 2015  |
| 3    | Ezekiel Kemboi      | Kenya      | 8 min 01 s 71 | Eugene            | 30 mai 2015     |
| 4    | Conseslus Kipruto   | Kenya      | 8 min 05 s 20 | Eugene            | 30 mai 2015     |
| 5    | Brimin Kipruto      | Kenya      | 8 min 10 s 09 | Paris Saint-Denis | 4 juillet 2015  |
| 6    | Paul Kipsiele Koech | Kenya      | 8 min 11 s 39 | Shanghai          | 17 mai 2015     |
| 7    | Jonathan Ndiku      | Kenya      | 8 min 11 s 64 | Pékin             | 20 mai 2015     |
| 8    | Clement Kimutai     | Kenya      | 8 min 12 s 68 | Paris Saint-Denis | 4 juillet 2015  |
| 9    | Hillary Yego        | Kenya      | 8 min 13 s 10 | Londres           | 25 juillet 2015 |
| 10   | Donald Cabral       | États-Unis | 8 min 13 s 37 | Eugene            | 28 juin 2015    |

## Engagés
Pour se qualifier, il faut avoir réalisé 8 min 28 s ou moins, entre le 1er octobre 2014 et le 10 août 2015.
Le champion du monde en titre et le vainqueur de la ligue de diamant 2014 bénéficient d'une wild card, tandis que les champions continentaux en titre sont également qualifiés, la décision finale d'aligner l'athlète relevant de la fédération nationale concernée.
42 athlètes sont engagés.

## Médaillés
| Or             | Argent            | Bronze         |
| Ezekiel Kemboi | Conseslus Kipruto | Brimin Kipruto |

## Résultats

### Finale
| Rang               | Nom                | Pays       | Temps         | Notes |
| ------------------ | ------------------ | ---------- | ------------- | ----- |
| Médaille d'or      | Ezekiel Kemboi     | Kenya      | 8 min 11 s 28 |       |
| Médaille d'argent  | Conseslus Kipruto  | Kenya      | 8 min 12 s 38 |       |
| Médaille de bronze | Brimin Kipruto     | Kenya      | 8 min 12 s 54 |       |
| 4                  | Jairus Birech      | Kenya      | 8 min 12 s 62 |       |
| 5                  | Daniel Huling      | États-Unis | 8 min 14 s 39 |       |
| 6                  | Evan Jager         | États-Unis | 8 min 15 s 47 |       |
| 7                  | Brahim Taleb       | Maroc      | 8 min 17 s 73 |       |
| 8                  | Matthew Hughes     | Canada     | 8 min 18 s 63 | SB    |
| 9                  | Krystian Zalewski  | Pologne    | 8 min 21 s 22 | SB    |
| 10                 | Donald Cabral      | États-Unis | 8 min 24 s 94 |       |
| 11                 | Hamid Ezzine       | Maroc      | 8 min 25 s 72 |       |
| 12                 | Hailemariyam Amare | Éthiopie   | 8 min 26 s 19 |       |
| 13                 | Bilal Tabti        | Algérie    | 8 min 29 s 04 |       |
| 14                 | Hicham Bouchicha   | Algérie    | 8 min 33 s 79 |       |
| 15                 | Tolosa Nurgi       | Éthiopie   | 8 min 44 s 81 |       |

### Séries
Les trois premiers de chaque série sont qualifiés (Q) pour la finale, ainsi que les 6 meilleurs temps des non qualifiés (q).
| Classement | Série | Nom                        | Pays                      | Temps         | Notes |
| ---------- | ----- | -------------------------- | ------------------------- | ------------- | ----- |
| 1          | 3     | Ezekiel Kemboi             | Kenya                     | 8 min 24 s 75 | Q     |
| 2          | 3     | Brahim Taleb               | Maroc                     | 8 min 24 s 84 | Q     |
| 3          | 3     | Brimin Kipruto             | Kenya                     | 8 min 24 s 95 | Q     |
| 4          | 3     | Krystian Zalewski          | Pologne                   | 8 min 25 s 10 | q     |
| 5          | 3     | Daniel Huling              | États-Unis                | 8 min 25 s 34 | q     |
| 6          | 3     | Hailemariyam Amare         | Éthiopie                  | 8 min 25 s 36 | q     |
| 7          | 2     | Jairus Birech              | Kenya                     | 8 min 25 s 77 | Q     |
| 8          | 2     | Bilal Tabti                | Algérie                   | 8 min 26 s 99 | Q     |
| 9          | 2     | Donald Cabral              | États-Unis                | 8 min 27 s 33 | Q     |
| 10         | 2     | Tolosa Nurgi               | Éthiopie                  | 8 min 27 s 65 | q     |
| 11         | 2     | Hamid Ezzine               | Maroc                     | 8 min 29 s 26 | q     |
| 12         | 3     | Hicham Bouchicha           | Algérie                   | 8 min 30 s 07 | q     |
| 13         | 2     | Dikotsi Lekopa             | Afrique du Sud            | 8 min 37 s 43 |       |
| 14         | 2     | Fernando Carro             | Espagne                   | 8 min 38 s 05 |       |
| 15         | 2     | John Kibet Koech           | Bahreïn                   | 8 min 38 s 62 |       |
| 16         | 2     | Ilgizar Safiullin          | Russie                    | 8 min 39 s 58 |       |
| 17         | 1     | Conseslus Kipruto          | Kenya                     | 8 min 41 s 41 | Q     |
| 18         | 1     | Evan Jager                 | États-Unis                | 8 min 41 s 51 | Q     |
| 19         | 1     | Matthew Hughes             | Canada                    | 8 min 41 s 52 | Q     |
| 20         | 1     | Yoann Kowal                | France                    | 8 min 41 s 65 |       |
| 21         | 1     | Amor Ben Yahia             | Tunisie                   | 8 min 43 s 11 |       |
| 22         | 3     | Taylor Milne               | Canada                    | 8 min 43 s 47 |       |
| 23         | 3     | Jamel Chatbi               | Italie                    | 8 min 47 s 30 |       |
| 24         | 1     | Tafese Seboka              | Éthiopie                  | 8 min 47 s 73 |       |
| 25         | 1     | Hicham Sigueni             | Maroc                     | 8 min 49 s 73 |       |
| 26         | 1     | Sebastián Martos           | Espagne                   | 8 min 50 s 20 |       |
| 27         | 1     | Nikolay Chavkin            | Russie                    | 8 min 51 s 22 |       |
| 28         | 1     | Abdelhamid Zerrifi         | Algérie                   | 8 min 51 s 89 |       |
| 29         | 2     | Alex Genest                | Canada                    | 8 min 52 s 49 |       |
| 30         | 3     | Halil Akkaş                | Turquie                   | 8 min 54 s 04 |       |
| 31         | 1     | Benjamin Kiplagat          | Ouganda                   | 8 min 54 s 46 |       |
| 32         | 3     | Tumisang Monnatlala        | Afrique du Sud            | 8 min 55 s 25 |       |
| 33         | 1     | James Nipperess            | Australie                 | 8 min 56 s 01 |       |
| 34         | 2     | Kaur Kivistik              | Estonie                   | 8 min 56 s 36 |       |
| 35         | 1     | Mitko Tsenov               | Bulgarie                  | 9 min 02 s 72 |       |
| 36         | 2     | Gerald Giraldo             | Colombie                  | 9 min 16 s 47 |       |
| 37         | 3     | Hashim Salah Mohamed       | Qatar                     | 9 min 17 s 35 |       |
| 38         | 2     | Sapolai Yao                | Papouasie-Nouvelle-Guinée | 9 min 51 s 09 |       |
|            | 3     | Roberto Aláiz              | Espagne                   | DNF           |       |
|            | 1     | Nelson Kipkosgei Cherotich | Bahreïn                   | DNS           |       |
|            | 2     | Mohamed Ismail Ibrahim     | Djibouti                  | DNS           |       |
|            | 3     | Jeroen D'Hoedt             | Belgique                  | DNS           |       |

## Légende
Records et Performances
- AR : Record continental (area record)
- CR : Record des championnats (championship record)
- MR : Record du meeting (meet record)
- NR : Record national (national record)
- OR : Record olympique (olympic record)
- PR : Record paralympique (paralympic record)
- PB : Record personnel (personal best)
- SB : Meilleure performance personnelle de la saison (season's best)
- WL : Meilleure performance mondiale de l'année (world leader)
- WJR : Record du monde junior (world junior record)
- WR : Record du monde (world record)

Circonstances et Conditions
- DNF : N'a pas terminé (did not finish)
- DNS : N'a pas pris le départ (did not start)
- DQ : Disqualification (disqualification)
- NM : Aucun essai valable enregistré (No Mark)
- Q : Qualifié « directement » au prochain tour (ou à la prochaine compétition), lors d'une compétition majeure, grâce au classement ou à la réalisation des minima (automatic qualifier)
- q : Qualifié au prochain tour (ou à la prochaine compétition), lors d'une compétition majeure, grâce au repêchage ou à la réalisation de l'une des meilleures performances parmi celles des « non qualifiés directement » (grâce au meilleur temps ou à la meilleure distance par exemple) (secondary qualifier)